# SC Mineiro Aljustrelense
El SC Mineiro Aljustrelense es un equipo de fútbol de Portugal que juega en la Liga Regional de Beja, una de la quinta categoría de fútbol en el país.

## Historia
Fue fundado en el año 1933 en la ciudad de Aljustrel de la municipalidad de Castro Verde, en el distrito de Beja y siempre ha sido asociado a la actividad económica de la localidad: la minería, la cual está influenciada directamente en la historia del club.
La explotación minera ha sido el principal apoyo económico para el club, pero también han recibido apoyo de otros tanto dentro como fuera de Aljustrel, quien tienen el orgullo de nombrar a su sociedad como proyecto minero.
La actual directiva es una mezcla de juventud con experiencia, la cual está compuesta por un 70% de sus integrantes por exjugadores de la institución, con 750 miembros afiliados y 300 deportistas repartidos en tres secciones deportivas: fútbol (incluyendo divisiones menores), hockey en patines (desde divisiones menores) y patinaje.
El nivel deportivo de Aljustrel facilita el ascenso de sus deportistas a competiciones nacionales y europeas, debido a la densidad poblacional por metro cuadrado, ayudado también por sus condiciones de infraestructura y área deportiva.

## Palmarés
- Liga Regional de Beja: 3

2013/14, 2015/16, 2018/19